# Курочка (яйцо Фаберже)
«Курочка» («Первое императорское пасхальное яйцо») —  ювелирное яйцо, ставшее первым в серии из пятидесяти двух императорских пасхальных яиц, изготовленных фирмой Карла Фаберже для русской императорской семьи. Оно было создано по заказу императора Александра III в 1885 году. Яйцо настолько сильно понравилось императору и императрице, что Александр III сделал традицией заказ яиц Фаберже для своей супруги каждую Пасху.
С 2013 года ювелирное яйцо находится в экспозиции Музея Фаберже в Санкт-Петербурге, расположенном во дворце Нарышкиных-Шуваловых. В мае 2022 года было арестовано в Лондоне в рамках антироссийских санкций.

## Дизайн
Честь создания первого императорского яйца досталась ювелирному мастеру Эрику Коллину из компании Фаберже. Яйцо изготовлено из золота, покрытого слоем матовой эмали для схожести с натуральной яичной скорлупой. Тонкая золотая кайма обрамляет место соединения двух половин яйца. Оно имеет длину 64 мм. Длина курочки — 35 мм. Две половины яйца соединяются байонетным соединением, и при его открытии можно увидеть сюрприз.

## Сюрприз
Внутри яйца находится желток, выполненный из матового золота, содержащий разноцветную золотую курочку с рубиновыми глазами. Курочка имеет шарнирный механизм, открываемый при помощи хвостового оперения, что позволяет получить доступ к ещё двум сюрпризам, которые в настоящий момент утеряны. Первым из них была миниатюрная копия императорской короны, изготовленная из золота и бриллиантов. Вторым сюрпризом была цепочка с рубиновым кулоном.

## История

### Императорское пасхальное яйцо
В XIX веке Русская православная церковь сохранила традицию Пасхальных празднеств. В качестве традиционного подарка в этот день брат царя Александра III, великий князь Владимир Александрович, сделал заказ Карлу Фаберже изготовить подарок для царицы. На основании письма от 21 марта 1885 года брат царя передавал все пожелания царя относительно подарка непосредственно Фаберже, при этом сам царь не контролировал процесс изготовления. После нескольких покушений на жизни царской семьи император хотел, чтобы его супруга отбросила печальные мысли в Пасху 1885 года. Фаберже создал яйцо, напоминавшее царице об одном из ювелирных изделий, которые она видела в детстве. Это яйцо, изготовленное в середине XVIII века, ныне хранится в музее Фаберже в Санкт-Петербурге. Датское яйцо было выполнено из слоновой кости вместо золота и имело внутри кольцо вместо кулона. Фаберже безоговорочно выбрал данный дизайн подарка. Подарок настолько сильно понравился императору и его супруге, что Фаберже стал штатным ювелиром императорского дома.

### После вручения царице
Царица была восхищена пасхальным подарком мужа. Яйцо хранилось в Аничковом дворце вплоть до революции 1917 года. В это время революционеры захватили всю коллекцию императорских яиц и отправили её в оружейную палату Кремля. Лондонский торговец Фредерик Берри официально приобрёл яйцо у России в 1920 году, вероятно, в Берлине или Париже. 15 марта 1934 года Берри на лондонском аукционе Кристис продал яйцо под лотом номер 55 за £85 ($430) господину Р. Суинсон-Тейлору, получившему в 1955 году титул лорда Гранчестера. После смерти лорда Гранчестера и его супруги в 1976 году яйцо входило в опись их имущества. Нью-Йоркская галерея «A La Vieille Russie» приобрела его при продаже имущества лорда и вместе с яйцом «Воскресение» продала в коллекцию журнала «Forbes» в 1978 году. 
В 2004 году Виктор Вексельберг приобрёл яйцо «Курочка» и восемь других у журнала «Forbes» перед тем, как они должны были быть выставлены на аукционе, и вернул их в Россию. С 2013 года находится в постоянной экспозиции Музея Фаберже в Санкт-Петербурге.
В мае 2022 года после выставки изделий Фаберже в Лондоне яйцо было арестовано британскими властями в рамках санкций против Вексельберга.